# 91607 Delaboudiniere
(91607) Delaboudinière, internationalement (91607) Delaboudiniere, este un asteroid din centura principală de asteroizi.

## Descriere
91607 Delaboudiniere este un asteroid din centura principală de asteroizi. A fost descoperit pe 5 octombrie 1999 la Goodricke-Pigott de Roy A. Tucker. Asteroidul prezintă o orbită caracterizată de o semiaxă mare de 2,96 ua, o excentricitate de 0,11 și o înclinație de 2,5° în raport cu ecliptica.